# 车府增十八
仙女座6（车府增十八），又名BD+42 4592，HD 218804、SAO 52761、HR 8825，是仙女座的一颗恒星，视星等为5.94，位于銀經104.21，銀緯-15.62，其B1900.0坐标为赤經23h 5m 49.8s，赤緯+43° -15.62′ 25″。